# La luz azul
La luz azul (en alemán: Das Blaue Licht) es una película alemana de 1932 escrita y dirigida por Leni Riefenstahl y Béla Balázs, con guion de Carl Meyer, aunque este último no aparece en los créditos. En la versión de la película de Riefenstahl, la bruja Junta, interpretada por ella misma, está destinada a ser un personaje simpático. El rodaje se realizó entre Brenta Dolomites, en Ticino, Suiza, y Sarntal, Italia.

## Argumento
Una joven y aparentemente extraña mujer, Junta, vive apartada de su aldea. Debido a su soledad y carácter extraño, la gente de la zona piensa que es una bruja; tanto es así que cuando va a la aldea por cualquier motivo, sus pobladores prefieren no tenerla cerca y la ahuyentan. Sienten que, de alguna manera, es la responsable de la muerte de varios jóvenes de la localidad que se han sentido obligados, uno por uno, a escalar la montaña más cercana en las noches de luna llena y se han despeñado.
Junta vive mayormente apartada de la sociedad y se mantiene a sí misma (y a un joven pastor) en la tranquilidad de las montañas que rodean el pueblo. Juega en las colinas y los bosques, más o menos tiene un espíritu de libertad. Es simple e inocente, pero también parece poseer algo místico. Le gusta escalar y trepar por las escarpadas y difíciles laderas de las montañas locales.
En las noches de luna llena, una grieta en las prominentes montañas permite a la luz de la luna pasar e iluminar una gruta llena de hermosos cristales. Este lugar de belleza indescriptible, que brilla intensamente con la mágica luz azul, es un lugar sagrado para Junta. La intensa luz azul, que es visible desde el pueblo, es lo que atrajo a los jóvenes de la aldea, ninguno de los cuales fue capaz de llegar allí antes de caer por las traicioneras pendientes de la montaña.
Un hombre de la ciudad, un pintor, de paso por el pueblo, se enamora de Junta. Él la sigue hasta la cabaña que comparte con el pastor y decide permanecer allí un momento. El hombre habla solo alemán y Junta nada más que italiano, por lo que su comunicación es complicada. Todo es agradable y bueno, y muy casto, hasta la siguiente luna llena, en la que el hombre ve a Junta escalar la montaña. Él la sigue, llegando hasta la gruta, donde encuentra a Junta en un estado de éxtasis junto a los cristales. Creyendo que esos miles de cristales serían una fuente de riqueza para Junta y para la aldea, el hombre corre inmediatamente a ver a los aldeanos y les indica la ruta a seguir para llegar a la gruta. Junta no se da cuenta de lo que está haciendo hasta el día siguiente, cuando se encuentra con algunos de sus cristales en el camino a la aldea, así como algunas herramientas olvidadas. Va corriendo a la gruta y ve que ha sido completamente expoliada de los cristales - todos los cristales se los han llevado los avariciosos aldeanos. Entre tanto los aldeanos y el pintor se ponen a celebrarlo. Junta se siente completamente devastada por la profanación y destrucción de su gruta sagrada, lo que la conduce a la muerte.